# Straßenradsport-Weltmeisterschaften 1934

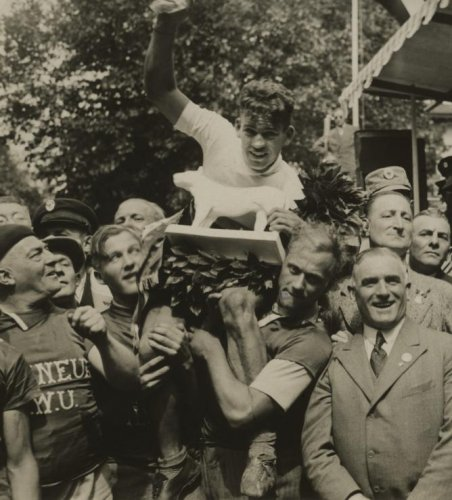
Kees Pellenaars wird nach dem Gewinn des Amateur-Titels gefeiert.

Die Straßenradsport-Weltmeisterschaften 1934 fanden am 18. August in Leipzig statt.

## Renngeschehen
Die Strecke führte über einen Rundkurs von 9,4 Kilometern, der von den Profis 24-mal befahren werden musste. Die Rundstrecke war recht eben und wurde nach einem kleinen Waldstück „Scheibenholz-Kurs“ genannt. Die Amateure fuhren die Runde 12-mal.
Beim Straßenrennen der Profis waren 26 Fahrer am Start, von denen 15 ins Ziel kamen. Der Belgier Karel Kaers entschied das Rennen im Sprint für sich und wurde im Alter von 20 Jahren, zwei Monaten und 15 Tagen der jüngste Weltmeister bis zum heutigen Tage. Bis dahin hatte er hauptsächlich Erfolge in der Amateur- und Juniorenklasse errungen. 1934 erreichte er ein Stundenmittel von 37,994 Kilometern. Bester Deutscher wurde Gerhard Huschke aus Berlin, Sohn von Adolf Huschke und Vater von Thomas Huschke, auf Platz vier. Die zwei weiteren deutschen Starter waren Ludwig Geyer (12.) und Kurt Stöpel (13.). Stöpel war ebenso wie der zweifache Tour-Sieger Antonin Magne im Eifer des Endspurts in einen Straßengraben gedrängt worden, erreichte das Ziel wegen eines defekten Rades nur in einem Begleitwagen, wurde aber auf Platz 13 gesetzt.
Weltmeister der Amateure wurde der erst 18-jährige Niederländer Kees Pellenaars. Er fuhr im Durchschnitt 41,5 km/h. Von den deutschen Startern kam keiner ins Ziel.

## Ergebnisse
| Profis (225,6 km) | Profis (225,6 km)  | Profis (225,6 km) | Profis (225,6 km) |
| Platz             | Athlet             | Land              | Zeit              |
| ----------------- | ------------------ | ----------------- | ----------------- |
| 1                 | Karel Kaers        | BEL               | 5:56:15 h         |
| 2                 | Learco Guerra      | ITA               | 5:56:15 h         |
| 3                 | Gustave Danneels   | BEL               | 5:56:15 h         |
| 4                 | Gerhard Huschke    | GER               | gleiche Zeit      |
| 5                 | Gerrit van de Ruit | NED               | gleiche Zeit      |
| 6                 | Paul Egli          | SUI               | gleiche Zeit      |
| 7                 | Josy Kraus         | LUX               | gleiche Zeit      |
| 8                 | Thijs van Oers     | NED               | gleiche Zeit      |
| 9                 | Hans Gilgen        | SUI               | gleiche Zeit      |
| 10                | Mariano Cañardo    | ESP               | gleiche Zeit      |
| 11                | Marinus Valentijn  | NED               | gleiche Zeit      |
| 12                | Ludwig Geyer       | GER               | gleiche Zeit      |
| 13                | Kurt Stöpel        | GER               | gleiche Zeit      |
| 14                | Antonin Magne      | FRA               | gleiche Zeit      |
| 15                | Vasco Bergamaschi  | ITA               | + 1:45 min        |

| Amateure (114,4 km) | Amateure (114,4 km)    | Amateure (114,4 km) | Amateure (114,4 km) |
| Platz               | Athlet                 | Land                | Zeit                |
| ------------------- | ---------------------- | ------------------- | ------------------- |
| 1                   | Kees Pellenaars        | NED                 | 2:43:02 h           |
| 2                   | André Deforge          | FRA                 | unbekannt           |
| 3                   | Paul-Émile André       | BEL                 | unbekannt           |
| 4                   | Charles Holland        | GBR                 | unbekannt           |
| 5                   | Werner Grundahl Hansen | DEN                 | unbekannt           |
| 6                   | Jean Goujon            | FRA                 | unbekannt           |
| 7                   | Percy Stallard         | GBR                 | unbekannt           |
| 8                   | Frode Sørensen         | DEN                 | unbekannt           |
| 9                   | František Haupt        | TCH                 | unbekannt           |